# Coltău
Coltău (Koltó en hongrois) est une commune roumaine du județ de Maramureș, dans la région historique de Transylvanie et dans la région de développement du Nord-Ouest.

## Géographie
La commune est située sur la rivière Lăpuș à 6 km au sud de Baia Mare, la préfecture du județ.
Les deux villages de Coltău et de Cătălina se sont séparés en 2004 de la commune de Săcălășeni dont ils faisaient partie depuis 1968.
Coltău comptait 1 859 habitants en 2002 et Cătălina 289.

## Histoire
La première mention écrite du village date de 1405 sous le nom de "Kolcho", dans un document émanant du couvent de Leles. Il appartient alors à la famille Dragfi, très puissante en Transylvanie au Moyen Âge.
Au XVIIIe siècle, les terres sont achetées par József Teleki, chancelier de Transylvanie qui y fait édifier entre 1740 et 1760 un château dans le style baroque.
Avant les troubles révolutionnaires de 1848 en Hongrie, le château jouera un rôle important dans l'histoire culturelle et littéraire du royaume hongrois en accueillant Franz Liszt et surtout, à plusieurs reprises, Sándor Petőfi, le grand poète romantique hongrois. Il y composa de nombreux poèmes et s'y maria même en 1847. Le château était alors la propriété de Sandor Teleki (1821-1892), très engagé dans les mouvements libéraux qui fut exilé pendant 18 ans après la Révolution roumaine de 1848 avant de retrouver ses terres.

## Démographie
En 1910, les deux villages comptaient 861 Hongrois (88,9 % de la population totale) pour 40 Roumains (4,1 %) et 68 Roms.
En 1930, on recensait 968 Hongrois (90,8 %), 79 Roumains (7,4 %) et 16 Juifs (1,5 %).
En 2002, la commune comptait 1 433 Hongrois (66,7 %), 42 Roumains (3 %) et une importante minorité rom de 649 personnes (30,2 %).
Lors du recensement de 2011, 6,33 % de la population se déclarent roumains, 53,22 % comme hongrois, 36,64 % comme roms (3,71 % ne déclarent pas d'appartenance ethnique et 0,07 % déclarent appartenir à une autre ethnie).
| 1880 | 1900 | 1910 | 1930  | 1956  | 1977  | 1992  | 2002  | 2007  |
| ---- | ---- | ---- | ----- | ----- | ----- | ----- | ----- | ----- |
| 695  | 930  | 969  | 1 066 | 1 620 | 1 739 | 1 862 | 2 148 | 2 176 |

## Politique
| Parti | Parti                                           | Sièges |
| ----- | ----------------------------------------------- | ------ |
|       | Parti populaire hongrois de Transylvanie (PPMT) | 5      |
|       | Union démocrate magyare de Roumanie (UDMR)      | 3      |
|       | Parti Mouvement populaire (PMP)                 | 2      |
|       | Alliance démocrate des Roms (ALDE)              | 1      |

## Lieux et monuments
- Château Teleki. Le château, vendu par la famille Teleki en 1936, transformé, ré-utilisé de diverses manières, a été remis en état après 1989.

- Monument à Sandor Petőfi et Júlia Szendrey, son épouse, dans le parc du château.

- Musée Petőfi, installé dans le château.